# Maladera formosae
Maladera formosae är en skalbaggsart som beskrevs av Brenske 1898. Maladera formosae ingår i släktet Maladera och familjen Melolonthidae. Inga underarter finns listade i Catalogue of Life.